# Приплавы
Припла́вы (бел. Прыплавы) — деревня в составе Козловичского сельсовета Глусского района Могилёвской области Республики Беларусь.

## Население
- 1999 год — 22 человека
- 2009 год — 7 человек